# Profet mincinos

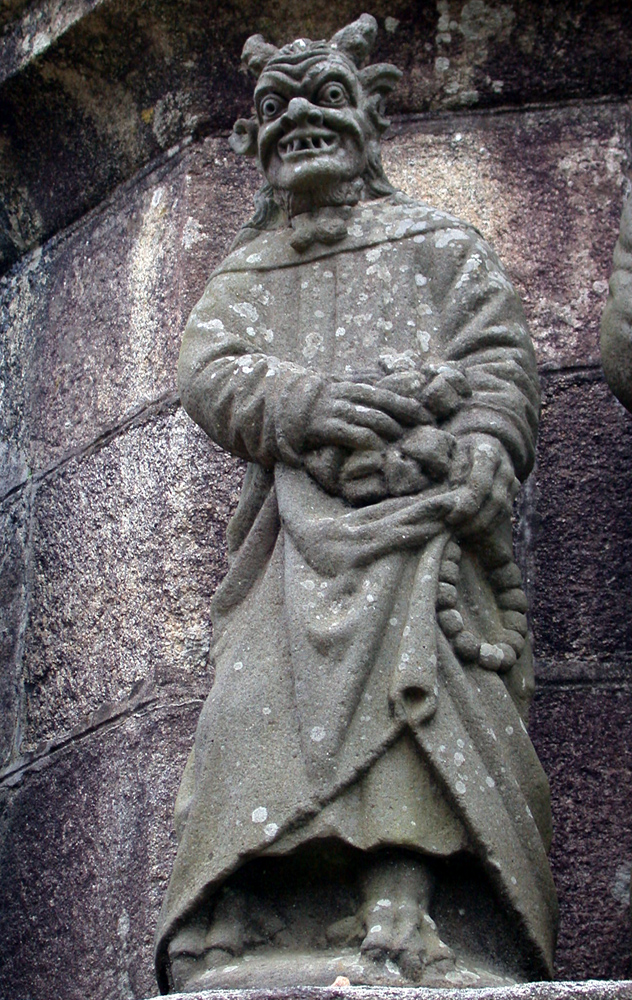
Reprezentare a Satanei. Calvarul din Plougonven, Franța: profetul fals ar putea fi influențat de demoni

În religie, un profet mincinos sau profet fals este cel care pretinde pe nedrept că are darul profeției sau cel care folosește acest dar pentru scopuri malefice. De multe ori, cineva care este considerat un profet adevărat de către unele persoane, este considerat în același timp un fals profet de către alții.

### Context creștin
Profeții falși încearcă să-i înșele pe oameni și să îi îndepărteze de Dumnezeu. În Biblie apar mulți profeți falși. Cel mai faimos dintre proorocii mincinoși din Noul Testament este Falsul profet din Apocalipsa lui Ioan, al cărui nume este repetat de trei ori. Acest profet fals ar fi un aliat al lui Antihrist și al Satanei. Profetul Mincinos este una dintre cele mai mari enigme ale Eshatologiei.  

### Context laic
Termenul este uneori aplicat în afara religiei pentru a descrie pe cineva care promovează cu ardoare o anumită teorie despre care se crede că este falsă sau o persoană care îi înșală pe ceilalți, profitînd de buna lor credință. 